# ジョン・レスター (左投手)
ジョナサン・タイラー・レスター（Jonathan Tyler Lester, 1984年1月7日 - ）は、アメリカ合衆国ワシントン州タコマ出身の元プロ野球選手（投手）。左投左打。

## 経歴

### プロ入りとレッドソックス時代

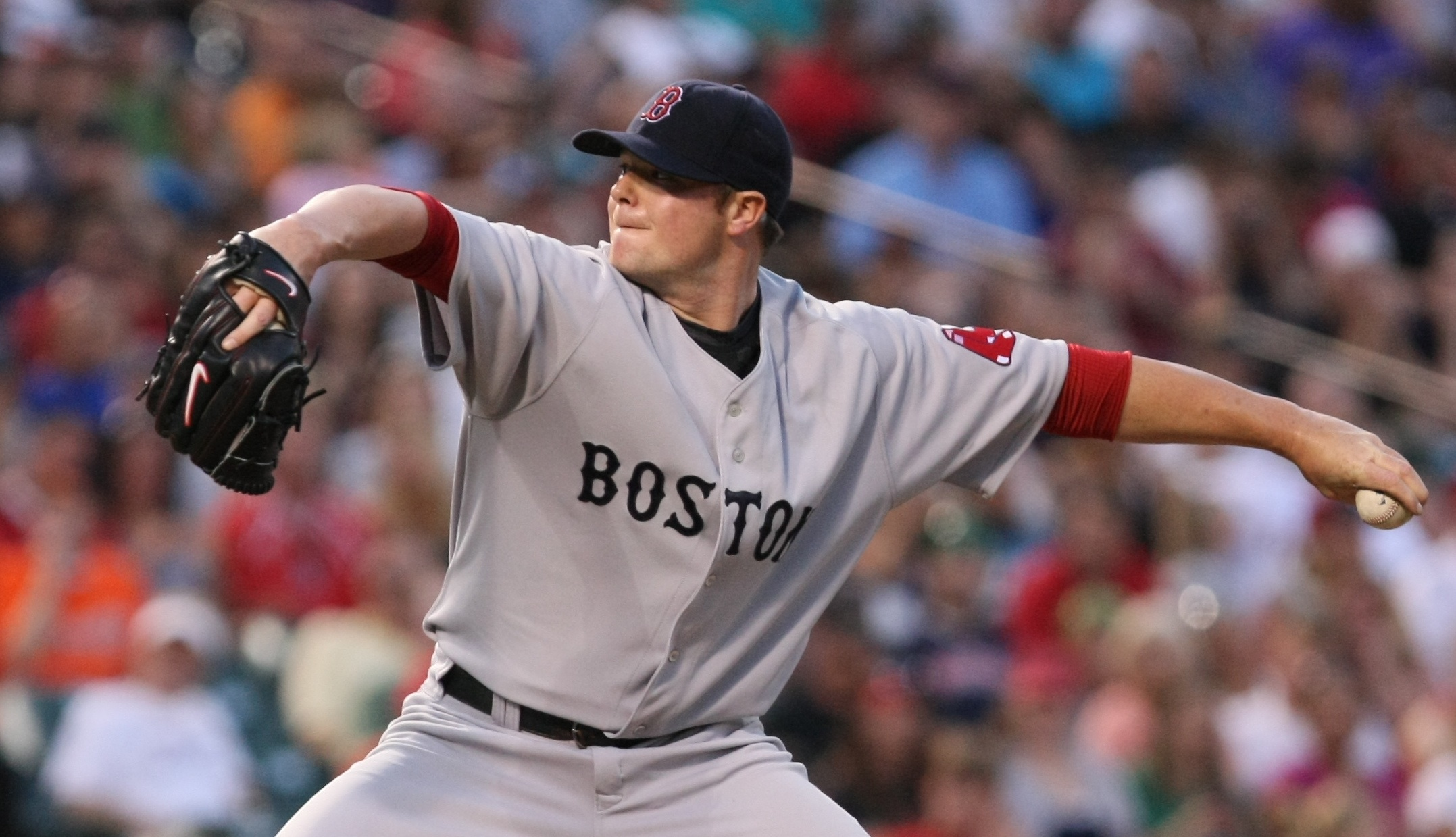
ボストン・レッドソックスでの現役時代
（2009年6月29日）

2002年にMLBドラフトでボストン・レッドソックスから2巡目（全体57位）指名を受け、プロ入り。
2003年シーズン終了後にアレックス・ロドリゲスとのトレードでマニー・ラミレスとともにテキサス・レンジャーズへ放出されそうになるも、トレードは破談に終わる。
2006年6月10日に本拠地フェンウェイ・パークでのレンジャーズ戦で先発してメジャーデビュー。その試合では勝敗はつかなかったものの、4.1イニングを投げて5安打を浴び、自責点3。その後は先発ローテーションに入って2カ月の間に7勝を記録。8月中旬になって背中の痛みに悩まされるようになった。そのため8月下旬にシアトルに遠征した際、精密検査を受け、血液癌の1つである悪性リンパ腫のうちの「未分化大細胞リンパ腫」であることが判明。抗癌剤による治療を受けることになった。癌は12月に緩解した。
2007年のスプリングトレーニングには参加できたが、抗がん剤の副作用で体重が激減したレスターに対し、球団はMLB復帰を慎重に考え、MLBチームとの投球はなかった。復帰には時間がかかると思われたが、リハビリに励み4月末にマイナーへ復帰。7月23日に先発投手としてマウンドに再び登った。ポストシーズンではレッドソックスが優勝に王手をかけたワールドシリーズ第4戦で先発登板し、勝利投手となり、ワールドシリーズ優勝を決めた。シーズン終了後にはヨハン・サンタナとのトレード要員として挙がったが、成立せずに終わった。
2008年3月6日にレッドソックスと1年契約に合意。この年は先発ローテーションの一角として起用され、左腕として球団史上ベーブ・ルース、レフティ・グローブの2人しか達成していないシーズン15勝・30先発・200イニング・150奪三振を達成。5月19日には本拠地フェンウェイ・パークでカンザスシティ・ロイヤルズを相手に球団史上のべ18人目、球団の左腕投手としては1956年のメル・パーネル以来となるノーヒットノーランを達成。投球数は130球（うちストライクは86球）、許した走者は2つの四球だけであり打者29人に対し奪三振9、内野ゴロ11、フライ7という投球内容だった。メジャーで自身初の完封であり、完投であった。シーズン終了後にはハッチ賞を受賞した。
2009年3月15日にレッドソックスと総額3000万ドルの5年契約（2014年・1300万ドルの球団オプション付き）に合意した。この年は32試合に先発登板し、15勝8敗、防御率3.41だった。
2010年は前半戦の18試合で11勝（3敗）を記録し、オールスターゲームに初選出された。この年は32試合に先発登板し、19勝9敗、防御率3.25だった。
2011年は2年連続でオールスターゲームに選出された。この年は31試合に先発登板し、4年連続2桁勝利となる15勝（9敗）を記録し、防御率3.47だった。
2012年もエースとして開幕を迎え、33試合に先発登板したが9勝にとどまり、チームワーストの14敗、防御率も自己最低の4.82を記録した。
2013年は33試合に先発登板し、2年ぶりの2桁勝利となる15勝（8敗）、防御率3.75だった。オフの11月1日にレッドソックスが1300万ドルの球団オプションを行使した。
2014年は7月には3年ぶりにオールスターゲームに選出された。この年は21試合に先発登板し、10勝7敗、防御率2.52だった。

### アスレチックス時代
2014年7月31日にヨエニス・セスペデス+2015年のMLBドラフト・戦力均衡ラウンドB指名権とのトレードで、ジョニー・ゴームスと共にオークランド・アスレチックスへ移籍した。アスレチックスでは11試合に先発登板し、6勝4敗、防御率2.35だった。オフの10月30日にFAとなった。

### カブス時代
2014年12月15日にシカゴ・カブスと総額1億5500万ドルの6年契約（2021年・2500万ドルのベスティング・オプションとトレード拒否権付き）を結んだ。契約金は3000万ドルで、2006年12月にバーノン・ウェルズがブルージェイズと1億2600万ドルの7年契約を結んだ際の契約金2550万ドルを超え、MLB史上最高額の契約金となった。
2015年は4月5日のセントルイス・カージナルスとの開幕戦で先発して新天地デビュー（結果は4.1回を3失点で敗戦投手）。5月27日のワシントン・ナショナルズ戦では打者として2打数無安打、通算59打数無安打となり、通算57打数無安打のMLB記録を更新した（この記録は後に66打数まで伸びた）。本業のピッチングでは、好不調の波があったものの先発ローテーション通り32試合に先発登板し、防御率3.34、11勝12敗、207奪三振（リーグ7位）、WHIP1.12という好成績を残した。これで、3年連続2桁勝利を継続した。
2016年の前半戦は9勝4敗、防御率3.01、108奪三振などの好成績を残し、自身2年ぶりにオールスターゲームに選出された。オールスターゲームでは7回裏に登板し、1四球を許したものの、0.2イニングを無失点に抑えた。7月31日のシアトル・マリナーズ戦の延長12回裏の一死三塁の場面で代打として起用され、サヨナラスクイズを決めた。シーズン通算では32試合に先発登板し、2010年と並ぶ自己最多タイとなる19勝（5敗）、防御率2.44、197奪三振、WHIP1.01で、勝利数・防御率ともにリーグ2位という好成績を収め、4年連続の2桁勝利となった。

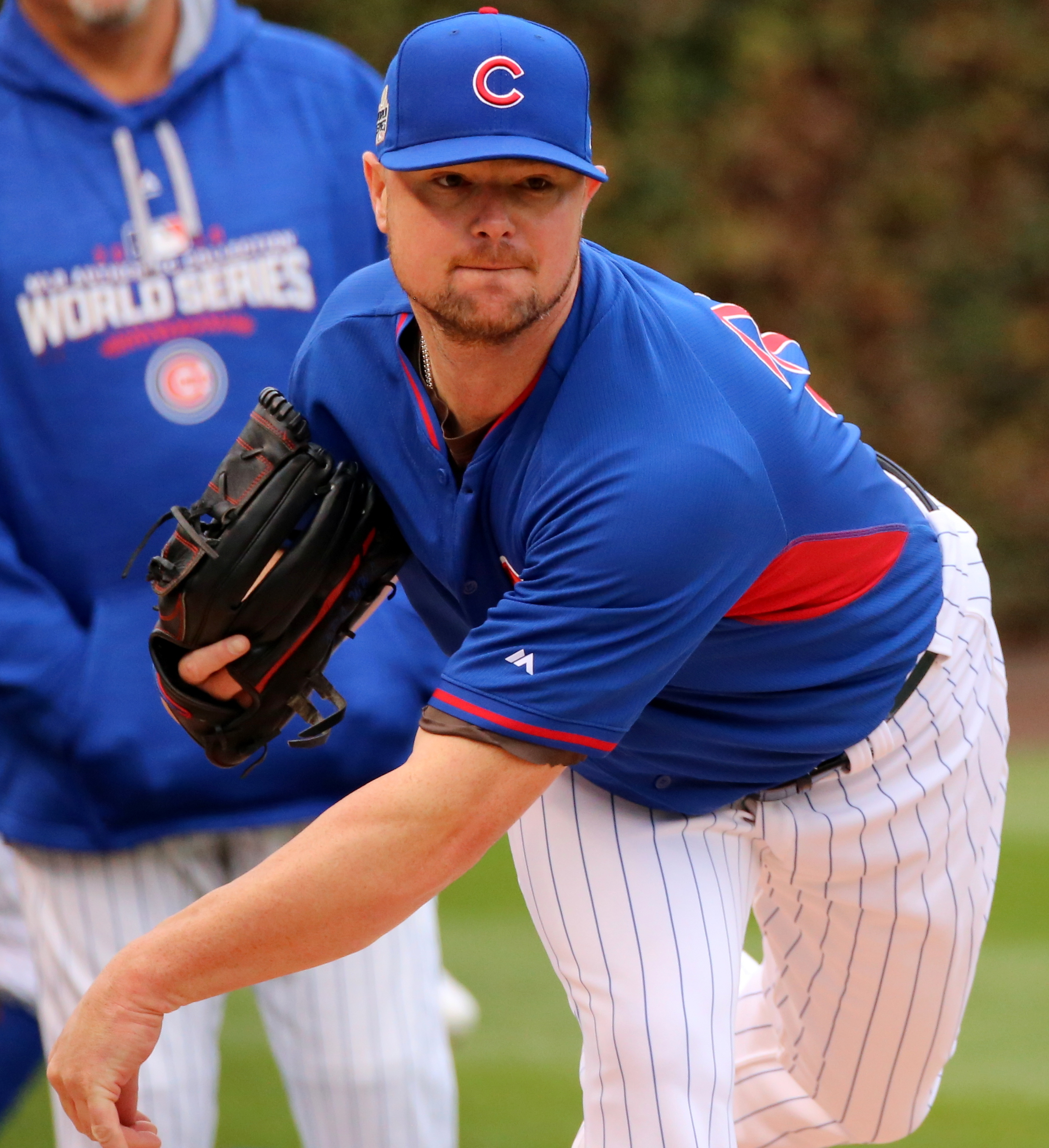
シカゴ・カブスでの現役時代
（2016年10月27日）

ポストシーズンではサンフランシスコ・ジャイアンツとのディビジョンシリーズ第1戦で8回までジョニー・クエトとの投手戦を演じ、8回にハビアー・バエズのソロ本塁打で先制したカブスが1-0で勝利し、自身も8回無失点で勝利投手となった。ロサンゼルス・ドジャースとのリーグチャンピオンシップシリーズでは第1戦と第5戦に先発し、第1戦では勝敗はつかなかったものの6回1失点の好投を見せ、第5戦では7回を1失点に抑えて勝利投手となり、同僚のバエズとともにMVPに選出された。クリーブランド・インディアンスとの対戦となったワールドシリーズでは敵地での第1戦と本拠地での第5戦に先発。第1戦は5.2イニングを6安打されながら3失点に抑え、7奪三振を奪ったものの、味方打線がインディアンスの3人の投手陣に無得点に抑えられ敗戦投手となったものの、第5戦では6回を4安打2失点に抑え勝利投手となった。カブスが3勝3敗のタイに戻して迎えた第7戦ではカブス4点リードの5回二死一塁から、先発のカイル・ヘンドリックスの後を受けて2番手としてリリーフ登板。3回を3安打、2失点で8回二死で降板となった。チームは108年ぶり3回目のワールドシリーズ優勝を果たした。
2017年8月1日のダイヤモンドバックス戦でパトリック・コービンからメジャー初本塁打を記録し、通算2000奪三振も達成した。このシーズンは好不調の波が激しく、2失点以下に抑えた試合が15試合あった一方で、7月22日の試合では0.2イニングで10失点を喫するなど6点以上失った試合も6試合あった。シーズントータルでは13勝8敗と勝ち越したものの、2012年以来となる防御率4点台となり、被本塁打26は自己ワーストだった。
2018年は序盤から安定した投球が続き、6月には5試合で5勝0敗、防御率1.13を記録した。7月・8月こそ防御率6.16と不調だったが、その後持ち直し、18勝6敗、防御率3.32を記録。マックス・シャーザー、マイルズ・マイコラスと並んで、自身初のタイトルとなる最多勝利を受賞した。
2019年序盤は安定した投球を見せていたが、オールスター以降は12試合で62.2イニング44失点と大幅に調子を落とした。シーズン通算では31試合の先発登板で13勝10敗、防御率4.46、WHIP1.50と前年から大きく落ちる成績となった。
2020年は新型コロナウイルスの影響で60試合の短縮シーズンとなる中で12試合に先発登板し、3勝3敗、防御率5.14だった。オフの10月30日に球団からオプションを破棄され、FAとなった。

### ナショナルズ時代
2021年1月27日にナショナルズと500万ドルの1年契約を結んだ。5月17日のリグレー・フィールドでのカブス戦に先発登板し、前年まで所属した古巣と対決とのことでスタンディングオーべションを受けた。

### カージナルス時代
2021年7月30日にレーン・トーマスとのトレードで、カージナルスへ移籍した。9月21日のミルウォーキー・ブルワーズ戦にて、左投手としては史上30人目となる通算200勝を達成した。オフの11月3日にFAとなった。
2022年1月11日に現役引退を発表した。

## 選手としての特徴
スリークォーターから常時88 - 89mph（約142 - 143km/h）のカットボールと最速98mph（約158km/h）のストレートのコンビネーションを軸にカーブ、チェンジアップを組み合わせ投げる。投げる投手が少ないワンシームを使うことができる。
一塁への送球・牽制が困難なイップス（動作障害）で、盗塁を許すことが多かったが、ワンバウンドやゴロで送球するなどして送球に工夫をしていた。

## 詳細情報

### 年度別投手成績
| 年 度     | 球 団     | 登 板 | 先 発 | 完 投 | 完 封 | 無 四 球 | 勝 利 | 敗 戦 | セ 丨 ブ | ホ 丨 ル ド | 勝 率 | 打 者 | 投 球 回 | 被 安 打 | 被 本 塁 打 | 与 四 球 | 敬 遠 | 与 死 球 | 奪 三 振 | 暴 投 | ボ 丨 ク | 失 点 | 自 責 点 | 防 御 率 | W H I P |
| --------- | --------- | ----- | ----- | ----- | ----- | -------- | ----- | ----- | -------- | ----------- | ----- | ----- | -------- | -------- | ----------- | -------- | ----- | -------- | -------- | ----- | -------- | ----- | -------- | -------- | ------- |
| 2006      | BOS       | 15    | 15    | 0     | 0     | 0        | 7     | 2     | 0        | 0           | .778  | 367   | 81.1     | 91       | 7           | 43       | 1     | 5        | 60       | 5     | 0        | 43    | 43       | 4.76     | 1.65    |
| 2007      | BOS       | 12    | 11    | 0     | 0     | 0        | 4     | 0     | 0        | 0           | 1.000 | 275   | 63.0     | 61       | 10          | 31       | 0     | 1        | 50       | 1     | 0        | 33    | 32       | 4.57     | 1.46    |
| 2008      | BOS       | 33    | 33    | 2     | 2     | 0        | 16    | 6     | 0        | 0           | .727  | 874   | 210.1    | 202      | 14          | 66       | 1     | 10       | 152      | 3     | 1        | 78    | 75       | 3.21     | 1.27    |
| 2009      | BOS       | 32    | 32    | 2     | 0     | 1        | 15    | 8     | 0        | 0           | .652  | 843   | 203.1    | 186      | 20          | 64       | 0     | 3        | 225      | 6     | 0        | 80    | 77       | 3.41     | 1.23    |
| 2010      | BOS       | 32    | 32    | 2     | 0     | 1        | 19    | 9     | 0        | 0           | .679  | 861   | 208.0    | 167      | 14          | 83       | 0     | 10       | 225      | 6     | 0        | 81    | 75       | 3.25     | 1.20    |
| 2011      | BOS       | 31    | 31    | 0     | 0     | 0        | 15    | 9     | 0        | 0           | .625  | 799   | 191.2    | 166      | 20          | 75       | 0     | 11       | 182      | 4     | 0        | 77    | 74       | 3.47     | 1.26    |
| 2012      | BOS       | 33    | 33    | 3     | 0     | 1        | 9     | 14    | 0        | 0           | .391  | 876   | 205.1    | 216      | 25          | 68       | 2     | 4        | 166      | 6     | 0        | 117   | 110      | 4.82     | 1.38    |
| 2013      | BOS       | 33    | 33    | 1     | 1     | 1        | 15    | 8     | 0        | 0           | .652  | 903   | 213.1    | 209      | 19          | 67       | 0     | 7        | 177      | 5     | 0        | 94    | 89       | 3.75     | 1.29    |
| 2014      | BOS       | 21    | 21    | 0     | 0     | 0        | 10    | 7     | 0        | 0           | .588  | 580   | 143.0    | 128      | 9           | 32       | 0     | 4        | 149      | 2     | 0        | 52    | 40       | 2.52     | 1.12    |
| 2014      | OAK       | 11    | 11    | 1     | 1     | 0        | 6     | 4     | 0        | 0           | .600  | 305   | 76.2     | 66       | 7           | 16       | 0     | 1        | 71       | 1     | 0        | 24    | 20       | 2.35     | 1.07    |
| '14計     | OAK       | 32    | 32    | 1     | 1     | 0        | 16    | 11    | 0        | 0           | .593  | 885   | 219.2    | 194      | 16          | 48       | 0     | 5        | 220      | 3     | 0        | 76    | 60       | 2.46     | 1.10    |
| 2015      | CHC       | 32    | 32    | 1     | 0     | 0        | 11    | 12    | 0        | 0           | .478  | 828   | 205.0    | 183      | 16          | 47       | 0     | 7        | 207      | 8     | 0        | 83    | 76       | 3.34     | 1.12    |
| 2016      | CHC       | 32    | 32    | 2     | 0     | 1        | 19    | 5     | 0        | 0           | .792  | 796   | 202.2    | 154      | 21          | 52       | 0     | 6        | 197      | 4     | 0        | 57    | 55       | 2.44     | 1.02    |
| 2017      | CHC       | 32    | 32    | 1     | 0     | 1        | 13    | 8     | 0        | 0           | .619  | 763   | 180.2    | 179      | 26          | 60       | 3     | 4        | 180      | 3     | 0        | 101   | 87       | 4.33     | 1.32    |
| 2018      | CHC       | 32    | 32    | 0     | 0     | 0        | 18    | 6     | 0        | 0           | .750  | 761   | 181.2    | 174      | 24          | 64       | 1     | 6        | 149      | 4     | 0        | 75    | 67       | 3.32     | 1.31    |
| 2019      | CHC       | 31    | 31    | 0     | 0     | 0        | 13    | 10    | 0        | 0           | .565  | 764   | 171.2    | 205      | 26          | 52       | 0     | 5        | 165      | 3     | 0        | 101   | 85       | 4.46     | 1.50    |
| 2020      | CHC       | 12    | 12    | 0     | 0     | 0        | 3     | 3     | 0        | 0           | .500  | 265   | 61.0     | 64       | 11          | 17       | 0     | 3        | 42       | 2     | 0        | 35    | 35       | 5.16     | 1.33    |
| 2021      | WSH       | 16    | 16    | 0     | 0     | 0        | 3     | 5     | 0        | 0           | .375  | 342   | 75.1     | 91       | 14          | 29       | 3     | 1        | 51       | 0     | 0        | 50    | 42       | 5.02     | 1.59    |
| 2021      | STL       | 12    | 12    | 0     | 0     | 0        | 4     | 1     | 0        | 0           | .800  | 285   | 66.0     | 68       | 11          | 26       | 2     | 2        | 40       | 0     | 0        | 34    | 32       | 4.36     | 1.42    |
| '21計     | STL       | 28    | 28    | 0     | 0     | 0        | 7     | 6     | 0        | 0           | .538  | 627   | 141.1    | 159      | 25          | 55       | 5     | 3        | 91       | 0     | 0        | 84    | 74       | 4.71     | 1.54    |
| MLB：16年 | MLB：16年 | 452   | 451   | 15    | 4     | 6        | 200   | 117   | 0        | 0           | .631  | 11487 | 2740.0   | 2610     | 294         | 892      | 13    | 90       | 2488     | 63    | 1        | 1215  | 1114     | 3.66     | 1.28    |

- 各年度の太字はリーグ最高

### 年度別守備成績
| 年 度 | 球 団 | 投手（P） | 投手（P） | 投手（P） | 投手（P） | 投手（P） | 投手（P） |
| 年 度 | 球 団 | 試 合     | 刺 殺     | 補 殺     | 失 策     | 併 殺     | 守 備 率  |
| ----- | ----- | --------- | --------- | --------- | --------- | --------- | --------- |
| 2006  | BOS   | 15        | 0         | 11        | 0         | 0         | 1.000     |
| 2007  | BOS   | 12        | 6         | 4         | 1         | 0         | .909      |
| 2008  | BOS   | 33        | 19        | 21        | 2         | 3         | .952      |
| 2009  | BOS   | 32        | 7         | 24        | 2         | 1         | .939      |
| 2010  | BOS   | 32        | 5         | 35        | 3         | 2         | .930      |
| 2011  | BOS   | 31        | 9         | 19        | 1         | 2         | .966      |
| 2012  | BOS   | 33        | 14        | 21        | 2         | 3         | .946      |
| 2013  | BOS   | 33        | 12        | 18        | 2         | 1         | .938      |
| 2014  | BOS   | 21        | 4         | 12        | 2         | 1         | .889      |
| 2014  | OAK   | 11        | 4         | 4         | 0         | 0         | 1.000     |
| '14計 | OAK   | 32        | 8         | 16        | 2         | 1         | .923      |
| 2015  | CHC   | 32        | 10        | 17        | 3         | 1         | .900      |
| 2016  | CHC   | 32        | 18        | 17        | 0         | 1         | 1.000     |
| 2017  | CHC   | 32        | 14        | 23        | 0         | 1         | 1.000     |
| 2018  | CHC   | 32        | 9         | 14        | 0         | 0         | 1.000     |
| 2019  | CHC   | 31        | 5         | 5         | 1         | 1         | .909      |
| 2020  | CHC   | 12        | 2         | 4         | 1         | 0         | .857      |
| 2021  | WSH   | 16        | 5         | 10        | 0         | 1         | 1.000     |
| 2021  | STL   | 12        | 4         | 7         | 0         | 0         | 1.000     |
| '21計 | STL   | 28        | 9         | 17        | 0         | 1         | 1.000     |
| MLB   | MLB   | 452       | 147       | 266       | 20        | 18        | .954      |

- 各年度の太字はリーグ最高

### タイトル
- 最多勝利：1回（2018年）

### 表彰
- ピッチャー・オブ・ザ・マンス：6回（2008年7月・9月、2010年5月、2016年6月・9月、2018年6月）
- ナショナルリーグ・リーグチャンピオンシップシリーズMVP：1回（2016年）
- ウォーレン・スパーン賞：1回（2016年）
- ベーブ・ルース賞：1回（2016年）

### 記録
- MLBオールスターゲーム選出：4回（2010年、2011年、2014年、2016年、2018年）
- ノーヒットノーラン：1回（2008年5月19日、対カンザスシティ・ロイヤルズ戦）

### 背番号
- 62（2006年）
- 31（2007年 - 2014年、2021年途中 - 同年終了）
- 34（2015年 - 2021年途中）